# Bernard Van Ulden
Bernard Van Ulden (San Francisco, 11 september 1979) is een Amerikaanse wielrenner.

## Overwinningen
2004
- UCSD Road Race
- UCSD Time Trial

2005
- Mount San Bruno Hill Climb

2006
- 5e etappe Ronde van Toona
- Bear Mountain Fall Classic

2008
- US 100 K Classic

2011
- 1e etappe Ronde van Murrieta